# Pierluigi
Pierluigi  è un nome proprio di persona italiano maschile.

## Varianti
- Maschili: Pier Luigi[1], Piero Luigi[1]

## Origine e diffusione
Si tratta di un nome composto, formato da Piero (a sua volta un ipocoristico di Pietro) e Luigi.

## Onomastico
L'onomastico si festeggia generalmente lo stesso giorno di Pietro o Luigi.

## Persone

Pierluigi Busatta

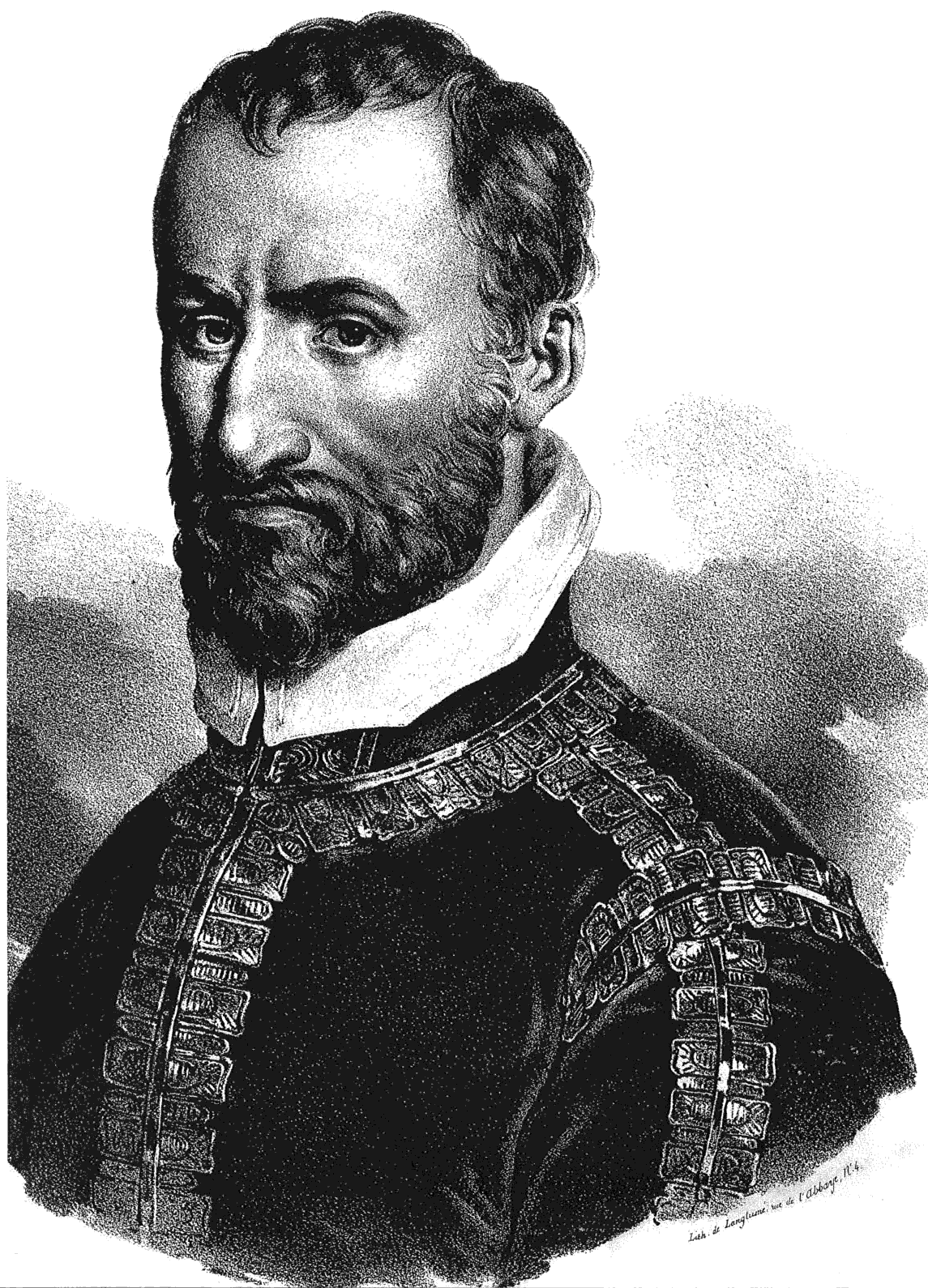
Giovanni Pierluigi da Palestrina

- Pierluigi Battista, giornalista, scrittore e conduttore televisivo italiano
- Pierluigi Bresciani, hockeista su pista italiano
- Pierluigi Busatta, allenatore di calcio e calciatore italiano
- Pierluigi Casiraghi, allenatore di calcio e calciatore italiano
- Pierluigi Collina, arbitro di calcio e dirigente arbitrale italiano
- Pierluigi Coppola, attore italiano
- Giovanni Pierluigi da Palestrina, compositore e cantore italiano
- Pierluigi Di Già, calciatore italiano
- Pierluigi Magnaschi, giornalista italiano
- Pierluigi Martini, pilota automobilistico italiano
- Pierluigi Marzorati, cestista italiano
- Pierluigi Orlandini, calciatore italiano
- Pierluigi Pairetto, arbitro di calcio italiano
- Pierluigi Ronzon, calciatore italiano
- Pierluigi Torre, ingegnere italiano

### Variante Pier Luigi
- Pier Luigi Bellini delle Stelle, partigiano, avvocato e antifascista italiano
- Pier Luigi Bersani, politico italiano
- Pier Luigi Celata, arcivescovo cattolico italiano
- Pier Luigi Del Bene, calciatore italiano
- Pier Luigi Farnese, duca di Parma e Piacenza e di Castro
- Pier Luigi Nervi, ingegnere italiano
- Pier Luigi Pizzi, regista teatrale, scenografo e costumista italiano